# Communauté rurale de Makacolibantang
La communauté rurale de Makacolibantang est une communauté rurale du Sénégal située à l'est du pays. 
Elle fait partie de l'arrondissement de Makacolibantang, du département de Tambacounda et de la région de Tambacounda.